# 건생식물

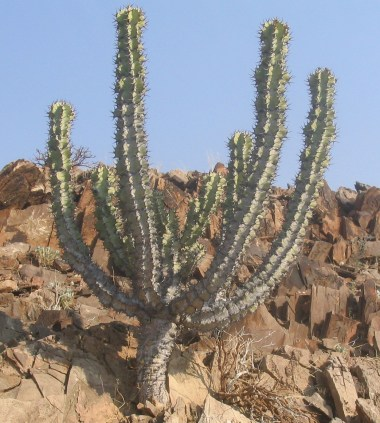
건생식물의 일종인 유포비아 비로사

건생식물(乾生植物, xerophyte)은 건조한 토양이나 산성토양에서 자라는 식물을 말한다. 일반적으로 수분의 손실을 최소화하는 생육형태를 갖고있다. 주로 사막에서 볼 수 있는 선인장같은 식물이 건생식물의 대표적인 예라 할 수 있다. 수분의 손실을 줄이기 위해 잎을 납질층으로 덮거나, 털로 잎을 뒤덮어 태양광의 흡수를 줄이기도 한다. 남아프리카, 아프리카, 오스트레일리아 등의 열대 지방에는 건기에 토양이 극도로 건조하기 때문에, 나무가 적은 건성 초원이 발달하여 있다. 이것이 이른바 사바나로서, 군데군데에 자란 나무는 건기가 되면 낙엽이 진다. 초본은 대부분 1년초로서 우기 초에 일제히 생장을 시작하며, 건기 초에는 열매를 맺어 건조에 강한 씨의 상태로 건기를 지내게 된다. 사바나를 구성하는 식물은 거의 벼과의 목초 비슷한 초본이며, 군데군데에 자란 교목은 특히 아프리카에서는 줄기에 물을 저장하는 아단소니아속 또는 대극속이 많은데, 아카시아류도 드문드문 자란다. 한편, 오스트레일리아에는 유칼립투스류가 많다. 관목은 군데군데 '부시'라고 부르는 숲을 이루는데, 비들은 모두 지하부가 잘 발달되어 있어 건조에 잘 견딘다. 한편, 사바나보다 더 건조한 지대에는 사막이 발달한다. 사막에는 식물이 매우 적고 독특한 풍경을 나타내므로, 그 곳의 식물은 오래전부터 흥미의 대상이 되어 왔다.

## 생존
사막 식물이 심한 건조에 견디면서 살아갈 수 있는 원인은 두 가지로 나뉜다. 그 중 하나가 선인장류처럼 다육화되어 있다는 것이다. 즉, 선인장류의 식물체에는 많은 물이 저장되어 있을 뿐만 아니라, 기공이 체표에 깊이 묻혀 있으므로 물의 소비가 아주 적다. 이들 선인장류는 아침 이슬이나 때때로 내리는 빗물을 식물체에 저장하였다가 그것을 조금씩 소비하면서 생활을 한다. 또다른 이유는 뿌리의 흡수력이 커서, 토양 속의 적은 물도 잘 빨아들일 수 있다는 것이다. 또한, 이러한 식물들은 뿌리를 깊이 내리므로, 모래 속 깊은 곳에 있는 물도 이용할 수 있다. 이것은 모래인 토양의 깊은 곳에 물이 남아 있기 때문에 가능하다. 대한민국의 모래 언덕에서 많이 볼 수 있는 통보리사초도 지상부는 금세 말라죽을 듯이 보이지만, 뿌리를 깊이 내려 물을 잘 빨아들이므로 살아 남는 데는 지장이 없다.

## 같이 보기
- 수생식물